# 浙江大学国际教育学院
浙江大学国际教育学院是浙江大学的一个直属单位，是浙大负责招收、管理外国留学生和对外汉语教学的教育机构，总部位于玉泉校区，在紫金港校区和华家池校区设有外国留学生管理办公室。

## 简介
学院设综合事务办公室、汉语国际推广办公室、学位生管理办公室、对外汉语教研室和外国专家留学生服务中心。
2010年学院管理的各类长、短期外国留学生4156人，他们来自韩国、美国、日本、德国和澳大利亚等128个国家。其中本科生1295人，硕士生258人，博士生180人，长期汉语言文化进修生1184人，短期进修生884人，专业进修生354人。
学院每年接受200余名中国政府奖学金留学生。每年为留学生组织各类丰富的教学实习和课外活动。
学院开设长短期汉语和中国文化进修课程，开设有汉语言本科专业（经贸、旅游管理方向），未来还将开设汉语言研究生专业。现有30余名汉语语言与中国文化专职教师，40余名兼职教师，其中9名教授、22名副教授。